# Cryptocephalus sexpunctatus
Cryptocephalus sexpunctatus је врста тврдокрилца из породице буба листара (Chrysomelidae).

## Опис
Овај инсект је дугачак 4,5–6,5 mm. Од сродних врста се лако разликује по 6 крупних црних пега на покрилцима, и још две на пронотуму, који су црвени или оранж.

## Распрострањење
У Србији је углавном налажен у северној половини земље, али мали број података не нуди јасан закључак. Присутан је у целој Европи изузев Португалије. Налази су већином из априла и маја.